# Hallormsstaðaskógur
Hallormsstaðaskógur är en skog i republiken Island.   Den ligger i regionen Austurland, i den östra delen av landet, 400 km öster om huvudstaden Reykjavik. 
Tundraklimat råder i trakten. Årsmedeltemperaturen i trakten är −2 °C. Den varmaste månaden är juli, då medeltemperaturen är 10 °C, och den kallaste är mars, med −8 °C.
Hallormsstaðaskógur är Islands största skog med en yta på 740 hektar. Den befinner sig 27 km från Egilsstaðir. Skogen har många rekreationsområden.
Området skyddades år 1905. I samband med hundraårsjubileet publicerades boken Hallormsstaður í Skógum: Náttúra og saga höfuðbóls og þjóðskógar.

## Bilder

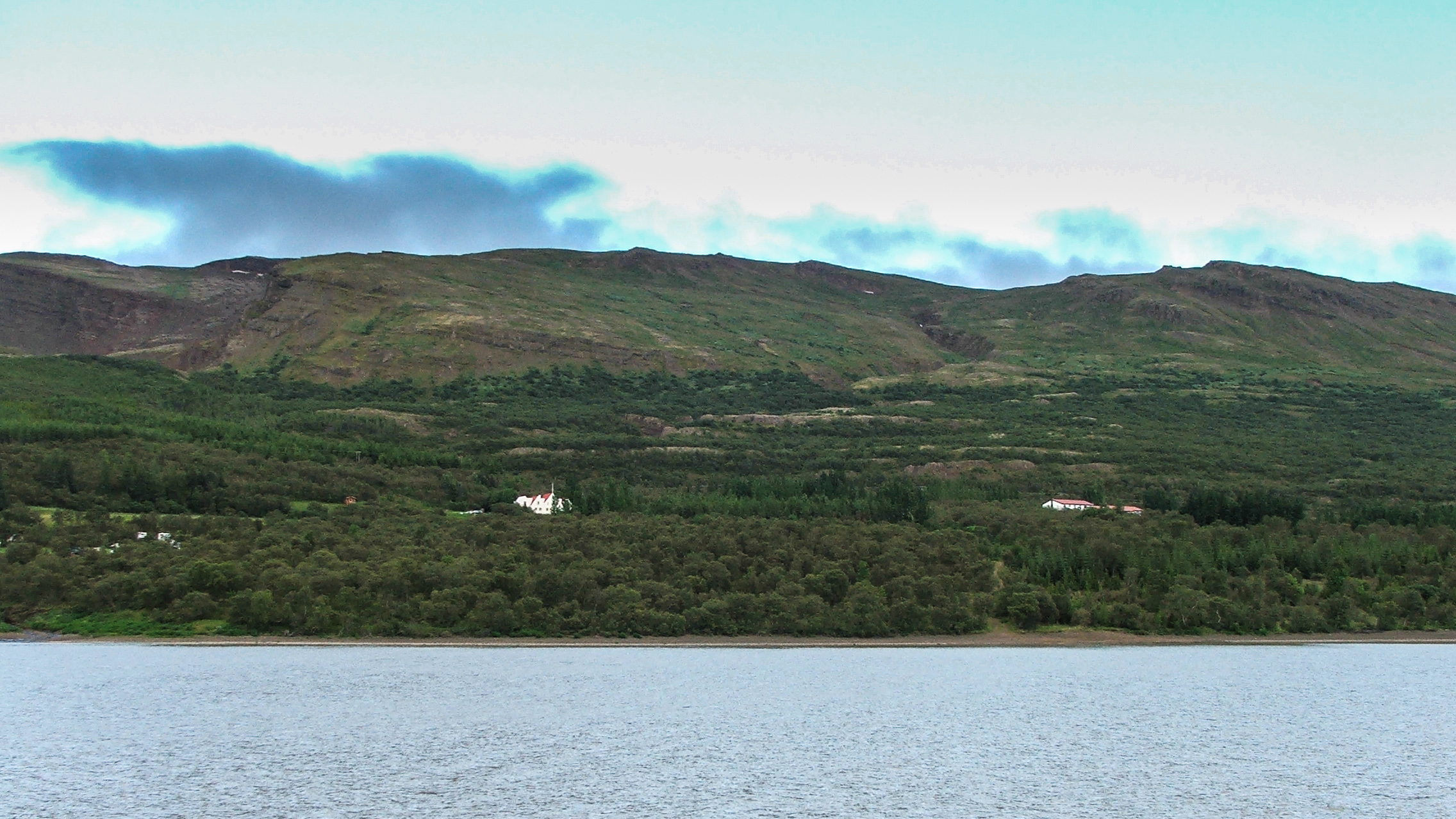
Hallormsstaðaskógur, Islands största skog.
Trädet "De sju systrarna" i Hallormsstaðaskógur (foto: 1975).

## Webbkällor
- Skógrækt Ríkisins
- Hallormsstaðaskógur på GeoNames